# Arrondissement Limoux
Arrondissement Limoux (fr. Arrondissement de Limoux) je správní územní jednotka ležící v departementu Aude a regionu Okcitánie ve Francii. Člení se dále na 140 obcí.

## Dějepis
Arrondissement existuje od r. 1800.

Arrondissement Limoux od 1800 do 1926 (zelené)
Arrondissement Limoux od 1926 do 2016 (zelené)
Arrondissement Limoux od 2017 (zelené)